# Bazilika Sacré-Cœur
Bazilika Sacré-Cœur [sakʁe kœʁ] (francouzsky Basilique du Sacré-Cœur, tj. bazilika Nejsvětějšího Srdce Ježíšova) je římskokatolický farní kostel v Paříži. Nachází se na vrcholku Montmartre a je tak jedním z nejviditelnějších pařížských monumentů. Architekt Paul Abadie jej postavil ve stylu, kterého dosáhl smíšením byzantského a románského slohu. Základní kámen stavby byl položen 16. června 1875, ale až do roku 1914 zůstávala stavba nedokončena a bohoslužby byly zahájeny až po skončení 1. světové války v roce 1919. Už více než sto let zde probíhá nepřerušená eucharistická adorace, a proto je i významným poutním místem. Se svými 10,5 milióny poutníků a turistů ročně (2006, 2007) je po katedrále Notre-Dame druhou nejnavštěvovanější pamětihodností.

## Historie
Projekt na výstavbu baziliky zasvěcené Nejsvětějšímu Srdci Páně se poprvé objevil dne 4. září 1870, kdy byla po neúspěších v prusko-francouzské válce vyhlášena Třetí republika. Na konci roku 1872 Národní shromáždění zahájilo debatu o výstavbě Sacré-Cœur. Byl to jediný způsob, jak získat potřebné pozemky ve vlastnictví města a mnohých soukromníků. Po dlouhých jednáních byl zákon odhlasován 24. července 1873. Shromáždění nabídlo pařížskému arcibiskupovi Josephu Hippolytovi Guibertovi možnost převzít pozemky na vrcholku Montmartru vyvlastněním, pokud to bude nutné. Předpokládalo se rovněž, že kostel bude vybudován výhradně z veřejných sbírek a bude sloužit katolickému kultu.

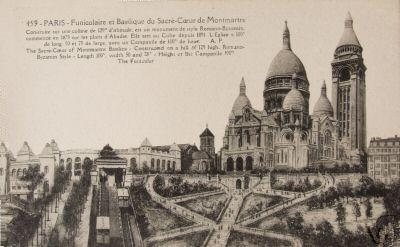
Bazilika kolem roku 1905

Výstavba baziliky na Montmartru měla též odkaz k Pařížské komuně a měla představovat pokání za činy, které se během ní udály. Pozemek má symbolický význam v tom, že na jeho místě 18. března 1871 po vstupu do Paříže nechal Adolphe Thiers umístit kanóny k ostřelování města. Výstavba baziliky a její motivace byly námětem dlouhých parlamentních debat.
V roce 1873 byla vyhlášena architektonická soutěž, do které bylo navrženo 78 projektů od 87 autorů spojených v 66 kolektivech. Mezi autory bylo šest nositelů Římské ceny. V zadání bylo stanoveno místo stavby, rozpočet omezený na 7 miliónů franků, krypta a monumentální socha umístěná před kostelem. V konkurzu zvítězil architekt Paul Abadie.
Výstavba byla financována z větší části národní sbírkou, ve které bylo během 50 let vybráno téměř 46 miliónů franků od zhruba 10 miliónů lidí.
Základní kámen byl položen 16. června 1875. Interiér lodi byl otevřen v roce 1891, zvonice byla dokončena roku 1912. Celková stavba byla dokončena roku 1914, ale kvůli první světové válce byla vysvěcena až v roce 1919. Vnitřní výzdoba byla dokončena v roce 1923.
Od roku 1909 v bazilice probíhá nepřerušená eucharistická adorace. Od roku 1995 se na žádost kardinála Lustigera o duchovní a materiální správu kostela stará kongregace benediktinek Sacré-Cœur de Montmartre.

## Architektura

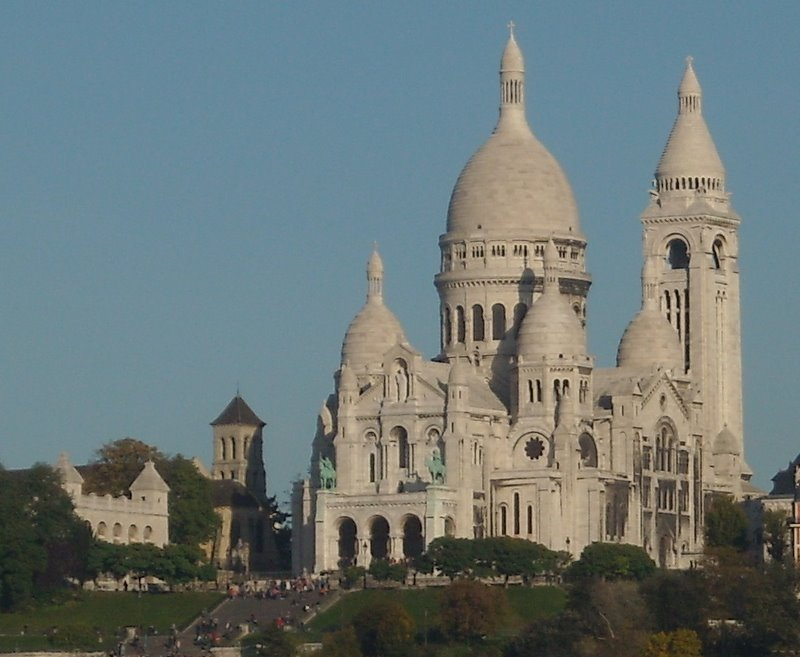
Bazilika s kostelem sv. Petra

Bazilika má půdorys řeckého kříže. Má čtyři menší kupole a hlavní největší s výškou 83 m zakončenou lucernou s kolonádou z korintských sloupů. Eklektická stavba je směsí románského a orientálního (byzantského) slohu. Architekt se nechal inspirovat několika stavbami: chrámem St. Front v Périgueux, chrámem Notre-Dame du Port v Clermont-Ferrandu, chrámem svatého Marka v italských Benátkách i bazilikou Hagia Sofia v tureckém Istanbulu. Čtyřhranná zvonice nacházející se v zadní části je vysoká 84 m a je v ní umístěn zvon Savoyarde (Savojanka), který je největším zvonem ve Francii. Byl vyroben roku 1891 v Annecy-le-Vieux, měří tři metry v průměru a váží 18 835 kg, jeho srdce váží 850 kg. Bazilice jej věnovaly čtyři diecéze v Savojsku a na Montmertre byl dovezen 16. října 1895. Průčelí baziliky tvoří tři arkády před kterými jsou umístěny dvě jezdecké sochy.
Bílý kámen pochází z lomů v Château-Landon. Architekt Paul Abadie jej vybral pro jeho trvanlivost a samočisticí schopnost při kontaktu s vodou.
V interiéru je strop apsidy pokryt největší mozaikou ve Francii (rozloha 473,78 m2). Autorem je Luc-Olivier Merson (1846–1920) a byla vytvořena v letech 1918–1922. Představuje Nejsvětější srdce Ježíšovo velebené katolickou církví a Francií. Krypta v podzemí má stejnou dispozici jako kostel.
Většinu sochařské výzdoby vytvořil sochař Hippolyte Jules Lefèbvre (1868–1937), především hlavní oltář a dvě bronzové jezdecké sochy umístěné před vstupem a představující významné postavy francouzské historie, krále Ludvíka IX. a Janu z Arku. Autorem stříbrné sochy Nejsvětějšího Srdce Kristova v interiéru je Eugène Benet (1863–1942).
Od roku 1928 je v nice na fasádě velká kamenná socha Krista vysoká pět metrů (autor Pierre Seguin). Nahradila sochu od Gustava Michela (1851–1924), která zde byla v letech 1907–1927, a která sama nahradila předchozí sochu od Gabriela Julese Thomase (1824–1905).
Velké varhany vytvořil Aristide Cavaillé-Coll v roce 1898 původně pro zámek barona Alberta de L'Espée. Po baronově smrti byly varhany prodány a po několika úpravách přeneseny do baziliky, kde byly dne 16. října 1919 zprovozněny.

## Galerie

### Exteriér

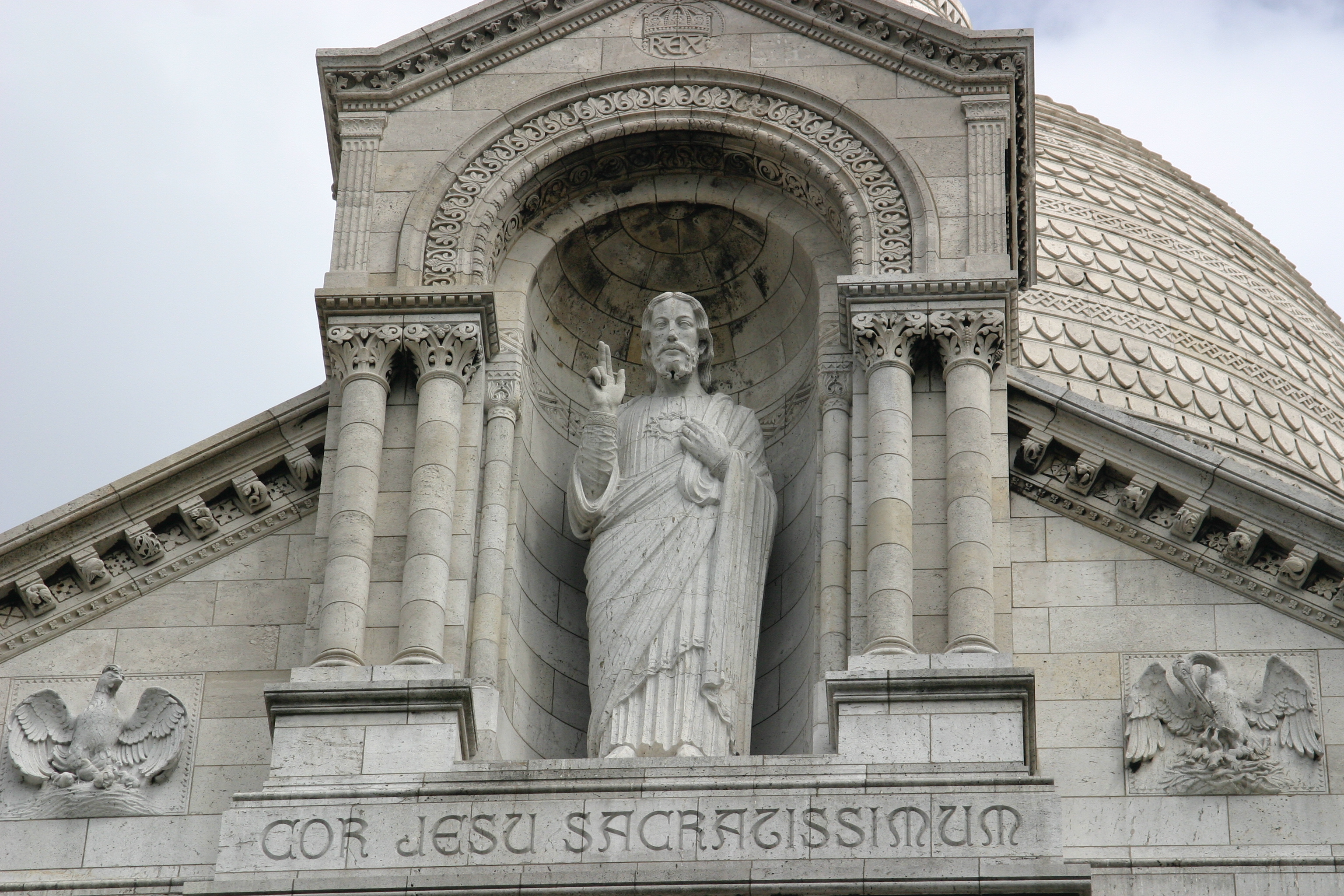
Socha Ježíše Krista s nápisem COR JESU SACRATISSIMUM
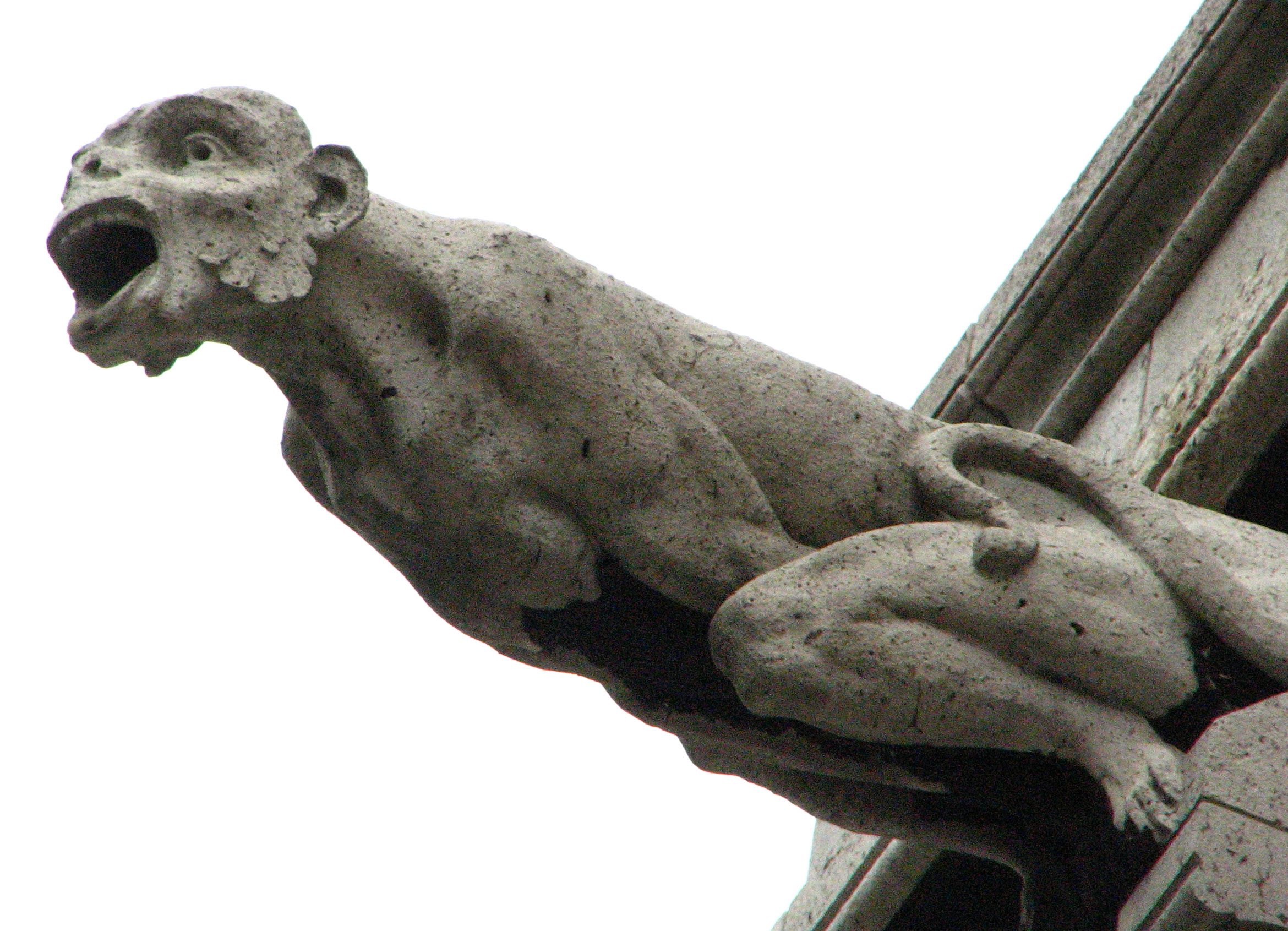
Chrlič ve tvaru opice v severní části
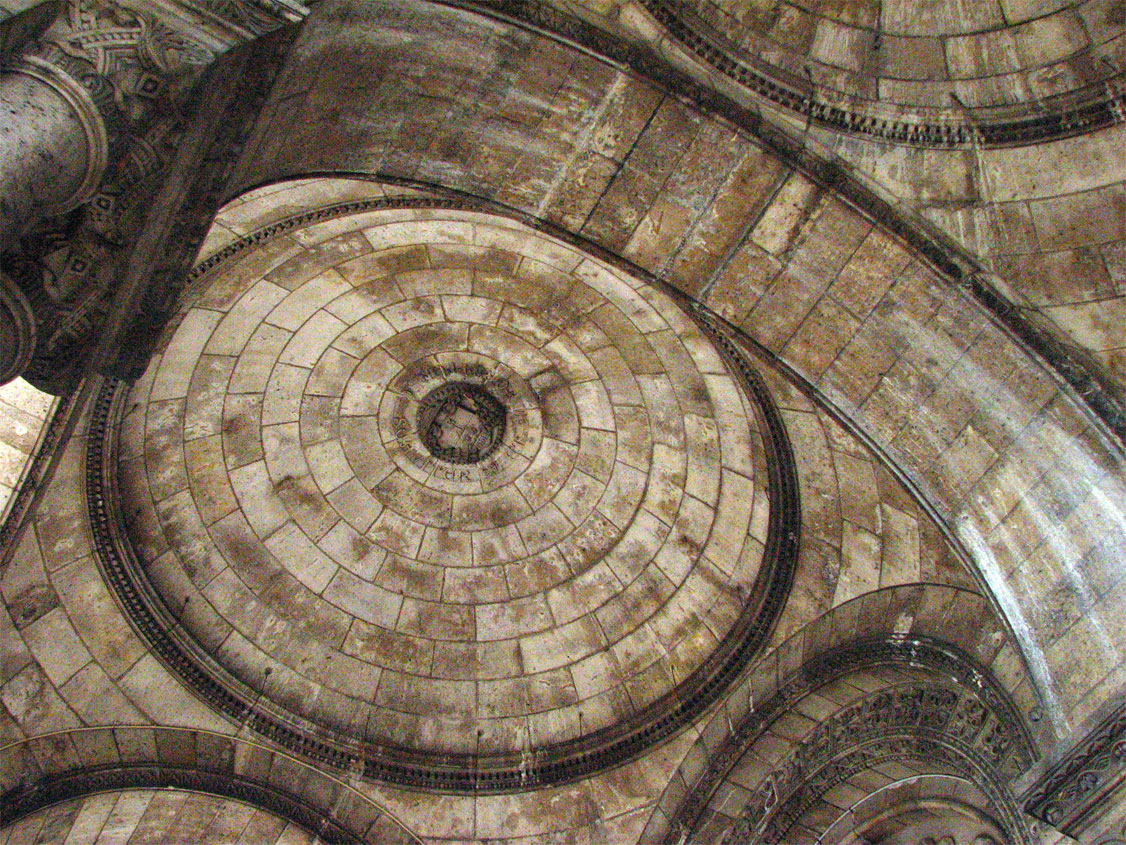
Byzantská klenba před portálem.
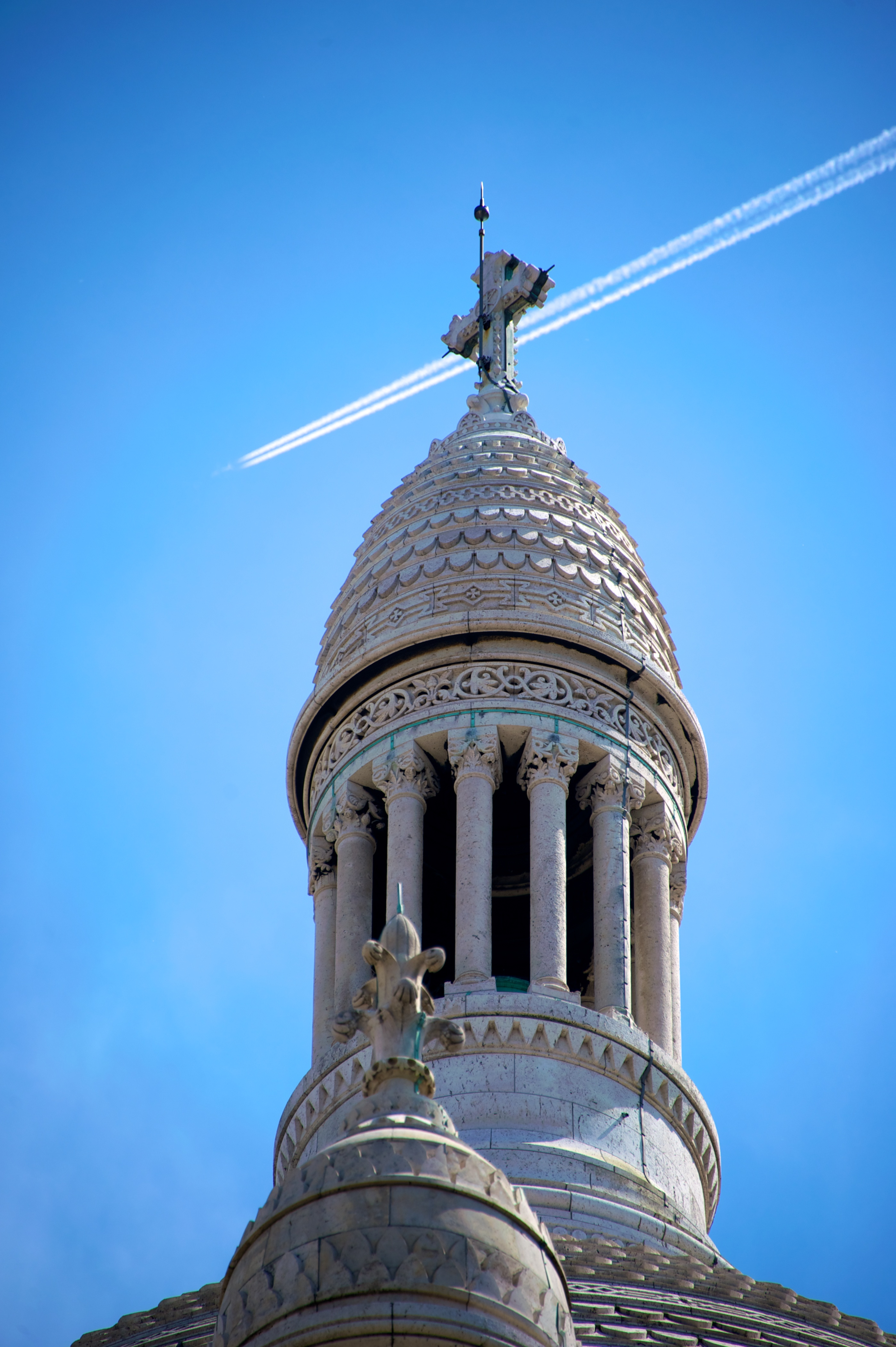
Detail lucerny hlavní kupole
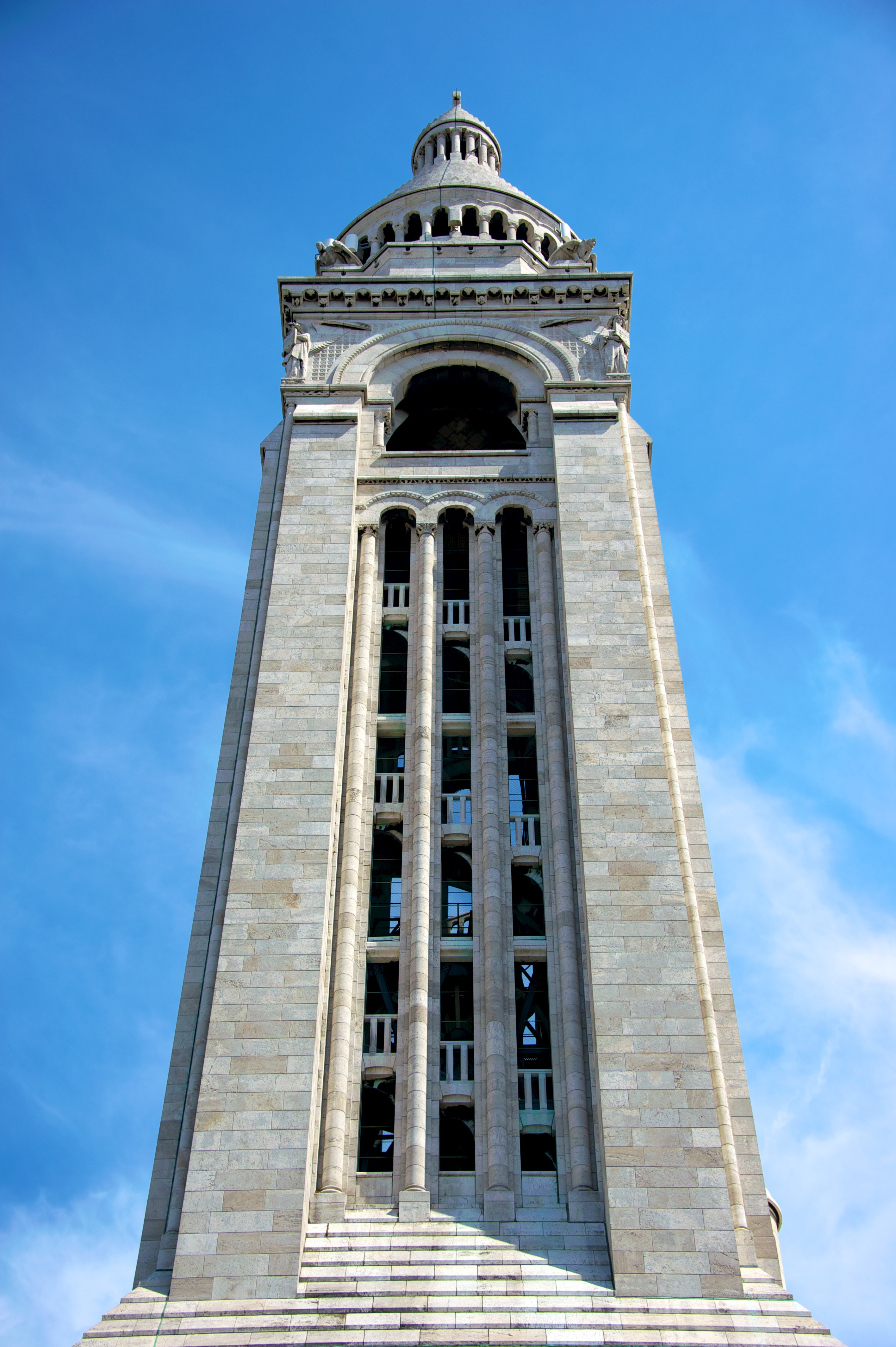
Zvonice

### Interiér

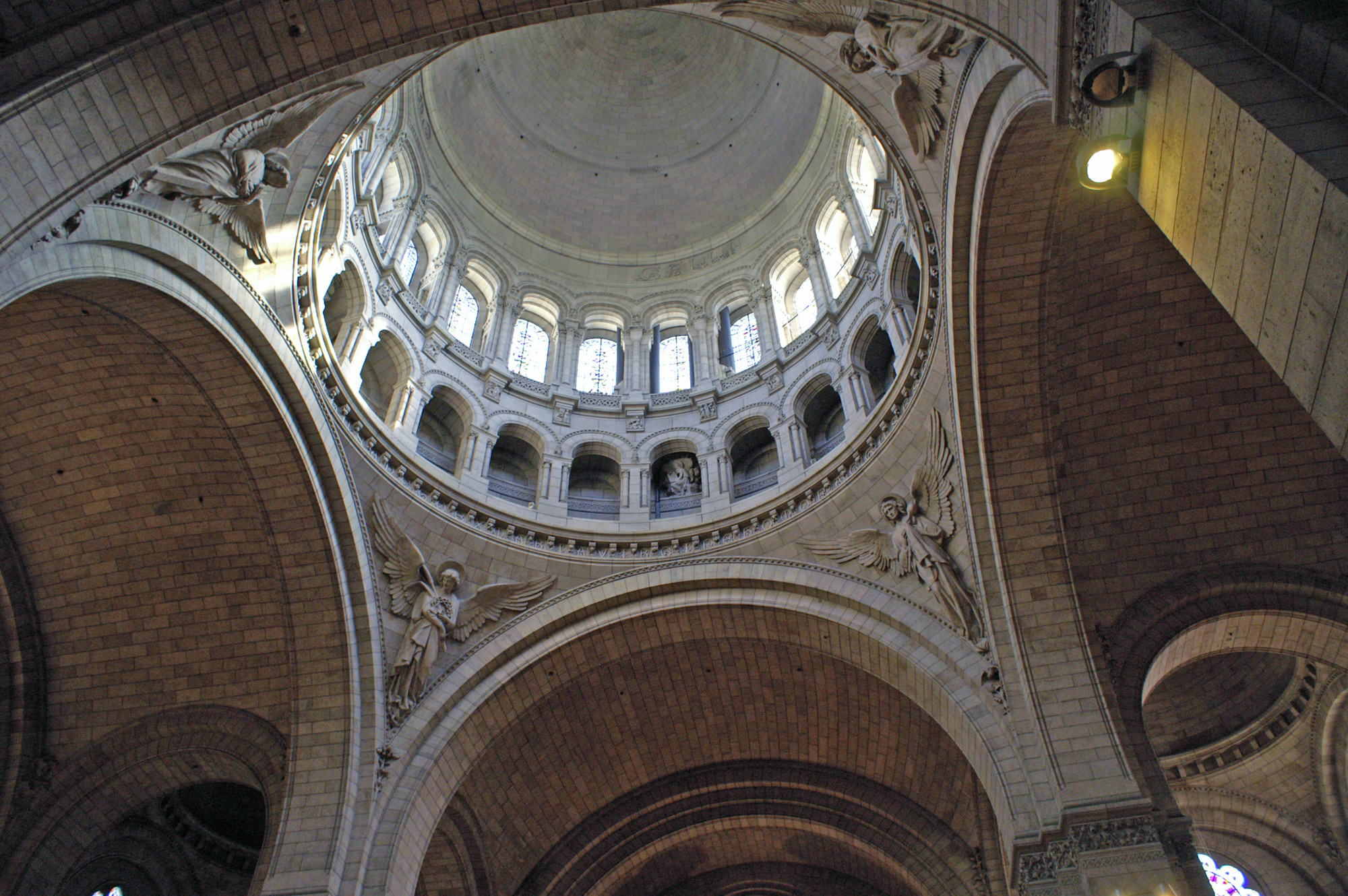
Vnitřek kupole
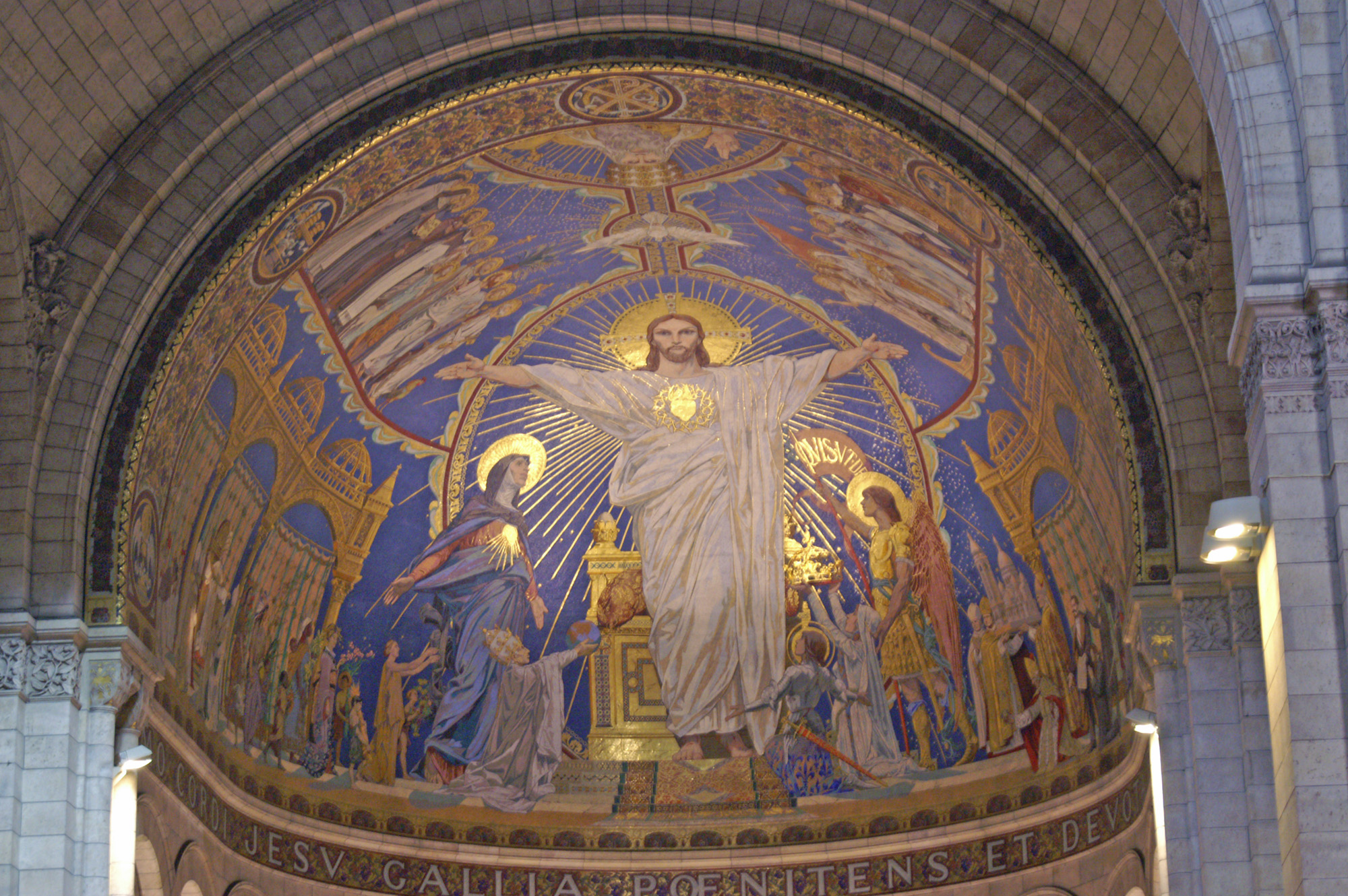
Monumentální mozaika v apsidě
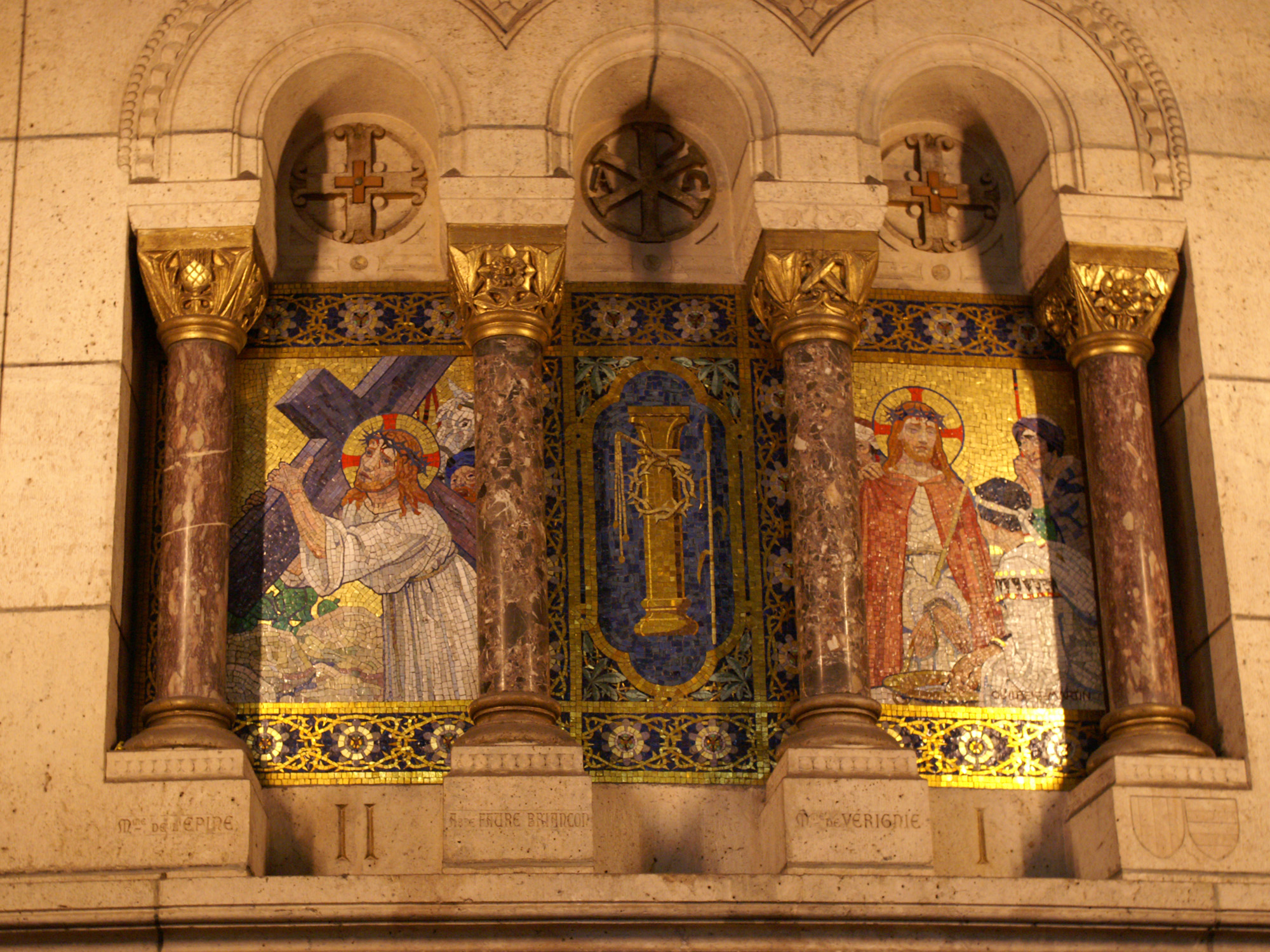
Zastavení křížové cesty
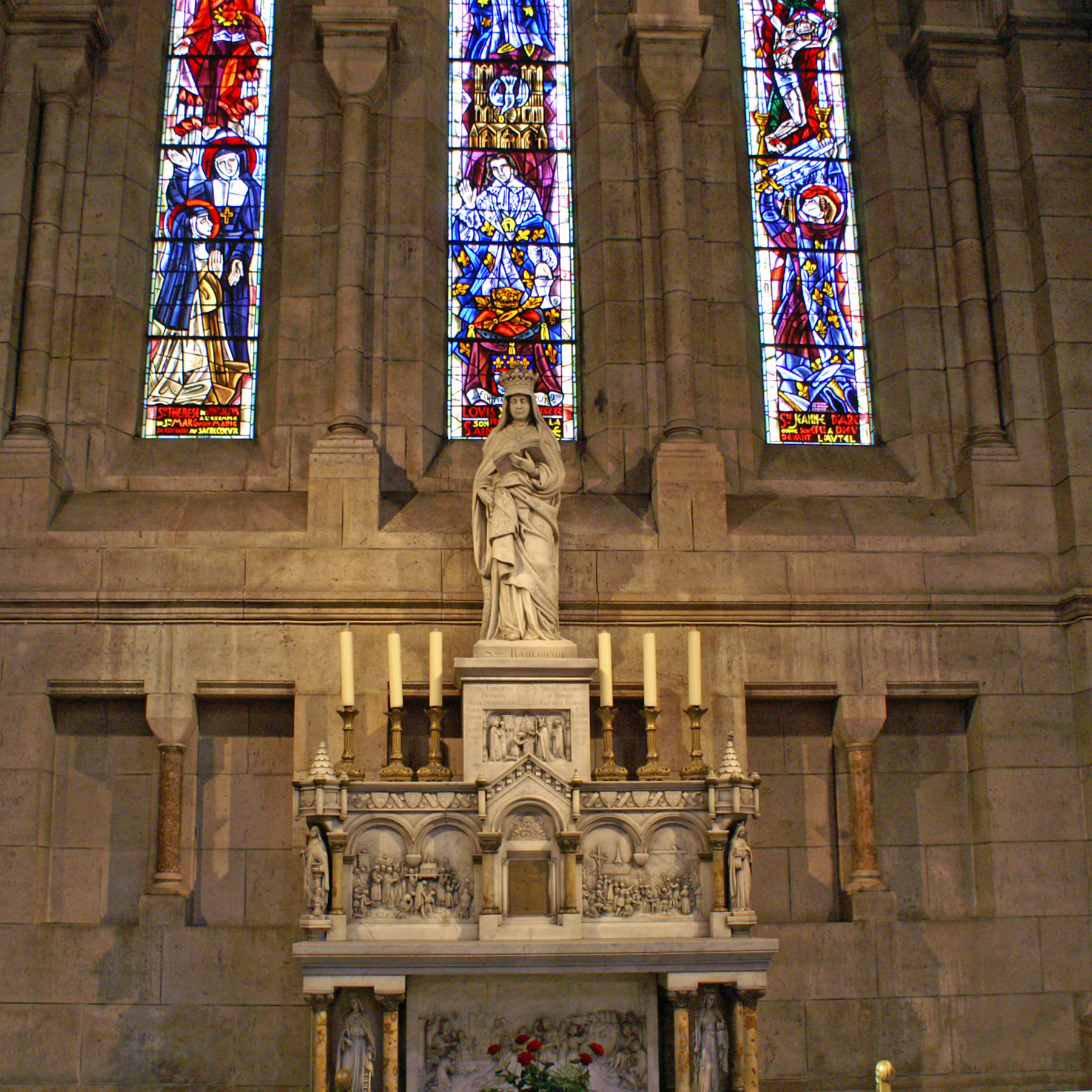
Oltář sv. Radegunda
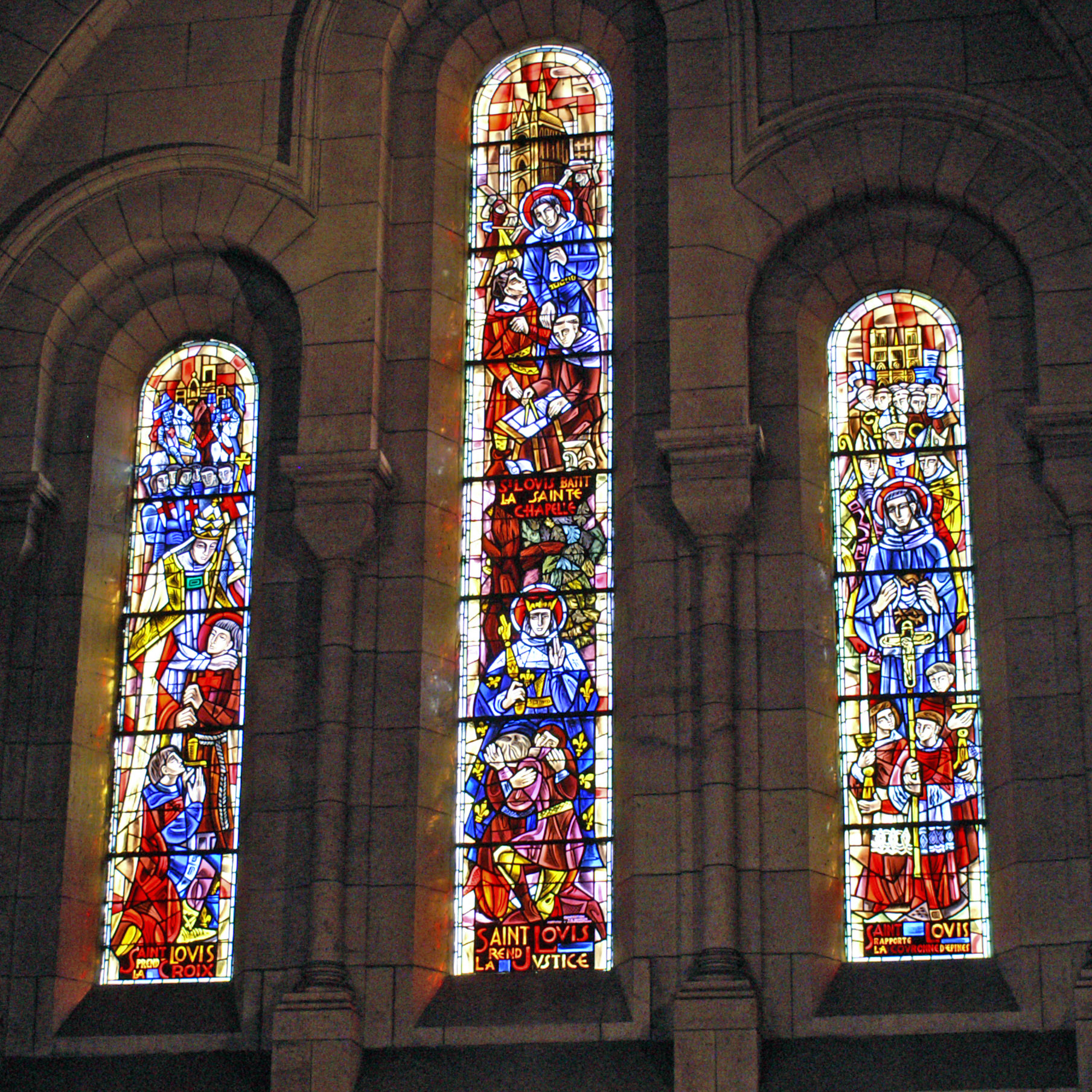
Vitráže věnované sv. Ludvíkovi